# Porto Azzurro
Porto Azzurro és un comune (municipi) de la província de Liorna, a la regió italiana de la Toscana, situat a uns 130 quilòmetres al sud-oest de Florència i a uns 90 quilòmetres al sud de Liorna, a l'illa d'Elba. A 1 de gener de 2019 la seva població era de 3.686 habitants.
Porto Azzurro limita amb els següents municipis: Capoliveri, Portoferraio, i Rio.

## Història
Antigament es deia Porto Longone, i el 1557, Jaume VI Appiani d'Aragona, príncep de Piombino, va concedir a Espanya el dret de construir-hi una fortalesa, per la qual cosa va ser traslladat als Presidis Toscans, que van néixer com una possessió directa de la corona d'Espanya. El territori només tenia governadors enviats primer pel govern central espanyol, i després austríacs. El 1801, Napoleó va establir el Regne d'Etrúria. Finalment va ser traslladat al Gran Ducat de Toscana.